# エジプト関係記事の一覧
エジプト関係記事の一覧（エジプトかんけいきじのいちらん）
エジプトに関係する記事を一覧する。

## あ行
- アイギュプトス
- アイユーブ朝
- アエギュプトゥス
- アズハル大学
- アスワン
- アスワン・ハイ・ダム
- アッバース朝
- アブ・シンベル神殿
- アブドルハキーム・アーメル
- アフリカ
- アフリカネイションズカップ1959
- アフリカネイションズカップ1974
- アフリカネイションズカップ1986
- アフリカネイションズカップ2006
- アムル・ザキ
- アーメド・ホッサム
- アラブ諸国
- アラブ連盟
- アリー・ハサン・エル＝サムニー
- アル・アハリ
- アル・ザマレク
- アレクサンドリア
- アレクサンドリア図書館
- アレクサンドロス大王
- アンワル・アッ＝サーダート
- イフシード朝
- ウマイヤ朝
- エジプト
- エジプト遠征
- エジプト海軍艦艇一覧
- エジプト古王国
- エジプトサッカー協会
- エジプト新王国
- エジプト神話
- エジプト中王国
- エジプトの歴史
- エジプト・プレミアリーグ
- エラトステネス
- エル・アラメイン
- エル・アラメインの戦い
- エルヴィン・ロンメル
- エルサムニー・アリー
- エルサムニー・オサマ
- 王家の谷

## か行
- カイロ
- カイロ国際スタジアム
- カイロ大学
- ガザ
- ガザラの戦い
- ガマール・アブドゥン＝ナーセル
- 北アフリカ戦線
- 近東
- クレオパトラ7世
- 紅海
- 古代エジプト
- コプト語
- コプト正教会

## さ行
- サッカーエジプト代表
- サラーフッディーン
- 死者の書
- シナイ半島
- ジハード団
- 十字軍
- 出エジプト記
- 新行政首都
- スエズ運河
- スフィンクス
- 世界遺産の一覧 (アフリカ)#エジプト・アラブ共和国
- 世界四大文明

## た行
- タバ
- 中東
- 中東戦争
  - 第一次中東戦争
  - 第二次中東戦争
  - 第三次中東戦争
  - 第四次中東戦争
- ツタンカーメン
- トゥールーン朝

## な行
- ナイル川
- ナイルの海戦
- ナポレオン・ボナパルト
- 西アジア
- ネフェルネフェルウアトン

## は行
- パップス
- ハトシェプスト女王葬祭殿
- ハニ・ラムズィ
- パピルス
- ハワード・カーター
- 汎アラブ主義
- ヒエログリフ
- ピラミッド
- ファーティマ朝
- ファラオ
- プトレマイオス朝
- ホスニー・ムバーラク
- ホッサム・ガリ
- ホレーショ・ネルソン (初代ネルソン子爵)

## ま行
- マシュリク
- マムルーク朝
- ミイラ
- ムスリム同胞団
- ムハンマド・アリー朝
- メンフィス
- モーセ
- モハメド・アブデルワハブ
- モハメド・アブトレイカ
- モハメド・ジダン
- モハメド・ガリーブ

## や行
- 吉村作治

## ら行
- ラムセス2世
- ルクソール（旧テーベ）
- ロゼッタ・ストーン

## 英数字
- 1997 FIFA U-17世界選手権
- 3C政策
- 2009 FIFA U-20ワールドカップ